# أرجون ريدي (فلم)
أرجون ريدي هو فيلم درامي رومانسي هندي بلغة التيلجو صدر عام 2017 من تأليف وإخراج سانديب فانجا، وإنتاج شركة بادراكالي بيكتشرز لشقيقه براناي ريدي فانجا. الفيلم من بطولة فيجاي ديفيراكوندا وشاليني باندي في الأدوار الرئيسية، وراهول راماكريشنا وجيا شارما وسانجاي سواروب وجوبيناث بهات وكمال كاماراجو وكانشانا في الأدوار الثانويّة. يحكي الفيلم قصة أرجون ريدي ديشموخ (ديفيراكوندا)، وهو جراح كحول عالي الأداء يعاني من مشاكل في التحكم في الغضب. أرجون في طريق التدمير الذاتي بعد زواج صديقته بريثي شيتي (بانداي). يُركّز الفيلم على سقوطه ونهوضه من جديد.
فيلم أرجون ريدي مستوحى جزئيًا من حياة سانديب فانجا كطالب للعلاج الطبيعي. عمل على السيناريو لمدة عامين واستغرق الفيلم من أربع إلى خمس سنوات. بدأ التصوير الرئيسي في 20 يونيو 2016 في حيدر أباد واستغرق 86 يوم عمل لإكماله. تشمل مواقع التصوير الأخرى مانجالور وديهرادون ونيودلهي، كما تم التصوير في إيطاليا. قام راذان وهاشرافرذان رامشوار بتأليف الموسيقى التصويرية فيما كان راج ثوتا كان مدير التصوير وقام شاشانك بتحريره.
بلغت ميزانية الفيلم من 50 إلى 51.5 . صدر الفيلم في جميع أنحاء العالم في 25 أغسطس 2017. تلقى مراجعات إيجابية لاتجاهه وكتابته وتصويره السينمائي وأداء الممثلين - لا سيما أداء ديفيراكوندا، لكنه واجه انتقادات بسبب الترويج المزعوم لتعاطي المخدرات بين الشباب والمشاهد الرومانسية. حقق الفيلم نجاحًا في شباك التذاكر، حيث حقق 510  على مستوى العالم، بحصة موزع تبلغ 260 . تلقى ستة ترشيحات في حفل توزيع جوائز فيلم فير الخامس والستين في الجنوب، بما في ذلك أفضل فيلم تيلوجو وأفضل مخرج تيلوجو لفانجا. كان الفوز الوحيد للفيلم هو أفضل ممثل تيلوجو لديفيراكوندا. تمت إعادة إنتاج الفيلم باللغة الهندية باسم كبير سينغ (2019) ومرتين باللغة التاميلية: أديثيا فارما (2019) وفارما (2020).

## الحبكة
أرجون ريدي ديشموخ هو جراح منزلي في كلية سانت ماري الطبية في مانجالور، الهند. على الرغم من كونه طالبًا لامعًا، إلا أنه يعاني من مشاكل إدارة الغضب الشديدة التي تثير غضب عميد الكلية. كما أن طبيعة أرجون العدوانية تكسبه سمعة طيبة بين صغاره باعتباره متنمرًا جامعيًا. بعد شجار مع صديقه كمال ضد أعضاء الفريق المنافس خلال مباراة كرة قدم بين الكليات، طلب العميد من أرجون إما الاعتذار أو مغادرة الكلية. اختار أرجون في البداية مغادرة الكلية، لكنه بقي بعد مقابلة طالبة السنة الأولى.
أرجون وصديقه شيفا يدخلان فصل دراسي في السنة الثالثة ويعلنان أن أرجون في حالة حب مع بريثي ويؤكد أنها خاصة به. تكون الأخيرة في البداية خائفة، لكنها تتكيف مع الوقت مع موقف أرجون المتغطرس. في النهاية تبادلت مشاعره وطوروا علاقة حميمة. تخرج أرجون بدرجة بكالوريوس الطب والجراحة ويغادر إلى موسوري لمتابعة درجة الماجستير في جراحة العظام. على مدار ثلاث سنوات، أصبحت علاقة أرجون وبريثي أقوى. بعد أشهر، زار أرجون منزل بريثي، حيث رآهم والدها يقبلون بعضهما البعض فيطرد أرجون.
يعارض والد بريثي علاقتها وعلاقة أرجون بسبب سلوك أرجون الصاخب وأيضًا لأنهما ينتميان إلى طبقات مختلفة. يطلب أرجون من بريثي أن تقرر في غضون ست ساعات وإلا سينهي علاقتهما. بعد هذه الحادثة، صادر والدا بريثي هاتفها ومنعها من الاتصال بأرجون. بحلول الوقت الذي تمكنت فيه من زيارة منزل أرجون، كان مخمورًا، وحقن المورفين في نفسه، وأصبح فاقدًا للوعي لمدة يومين. تزوجت بريثي قسرًا من شخص من طبقتها. يعلم أرجون عن الزواج من شيفا ويذهب إلى منزلها. تم الاعتداء عليه واعتقاله لعمل مشهد، وطرده والد أرجون من منزل العائلة لتشويه سمعته.
بمساعدة شيفا، استأجر أرجون شقة وانضم إلى مستشفى خاص كجراح. للتغلب على مشاعره، يبدأ في تعاطي المخدرات، ومحاولة الوقوف لليلة واحدة، وشراء كلب أليف وتسميته بريثي فضلًا عن شرب الكحو. كل هذه المحاولات باءت بالفشل. في غضون أشهر، أصبح جراحًا ناجحًا ومدمنًا للكحول عالي الأداء ويخشى من قبل طاقم المستشفى، أحد الأسباب هو ارتفاع عدد عملياته الجراحية. سلوك أرجون المدمر للذات ورفضه التحرك على مخاوف شيفا وكمال. يقنع أحد مرضاه، جيا شارما، نجمة سينمائية بارزة، بأن تكون له علاقة بلا قيود معه، وينتهي بها الأمر عندما تقع في حبه.
في يوم عطلة، يوافق أرجون عن غير قصد على إجراء عملية جراحية منقذة للحياة وينهار من الجفاف. يقوم طاقم المستشفى بفحص عينات الدم التي تظهر آثار الكحول والكوكايين. يرفع رئيس المستشفى قضية ضد أرجون، الذي يقبل الحقيقة على أساس انتهاك أخلاقياته المهنية أثناء جلسة استماع داخلية، على الرغم من اتخاذ شيفا الترتيبات اللازمة لإنقاذه. تم إلغاء ترخيص أرجون الطبي لمدة خمس سنوات وطرد من الشقة. في صباح اليوم التالي، تمكن شيفا من الوصول إلى أرجون لإبلاغ وفاة جدته؛ يلتقي والده فيصالحان. يتخلى أرجون عن عاداته المدمرة للذات بعد فترة وجيزة.
أثناء مغادرته لقضاء عطلة، يرى أرجون بريثي حاملًا جالسة في حديقة. مقتنعًا بأنها غير راضية عن زواجها، يلتقي بها أرجون بعد عودته من إجازته. تكشف بريثي أنها تركت زوجها بعد أيام من زواجهما واستمرت في العمل في عيادة. أخبرت أرجون أنه والد الطفل، وقد اجتمعوا. يتزوج الاثنان، ويعتذر والد بريثي عن سوء فهم حبهما لبعضهما البعض.

## الإنتاج

### تطوير
بعد التوقف عن دراسته كأخصائي علاج طبيعي، عمل سانديب فانجا في فيلم تيليجو كيدي (2010) كمخرج مساعد. لقد عمل على سيناريو أرجون ريدي لمدة عامين ولمدة أربع إلى خمس سنوات اقترب من المنتجين الذين لم يكونوا مستعدين لتمويل المشروع حتى وافق شقيق فانجا براني ريدي على القيام بذلك. استثمر والد براناي وفانجا في الفيلم بالتساوي. تم تنفيذ المشروع تحت شعار باذراكالي بيكتشرز.
كان أرجون ريدي مستوحى جزئيًا من حياة فانجا كطالب للعلاج الطبيعي: «إنها ليست قصتي ولكن هناك الكثير من الإشارات من حياتي [. . . ] شاهد بعض أصدقائي في كلية الطب الفيلم وقالوا إن أرجون يذكرهم بي». بعد العمل في أحد المشاهد، كان ينتظر لمدة أسبوع حيث كان يعتقد أنه بالنسبة لفيلم يتقلب ويتحول، سيكون للسرد فرصة للقفز، مما يعطي مجالًا للحريات السينمائية. لنفس الشيء، كلما جاءت له فكرة تحريف الحبكة، اعتاد فانجا العمل عليها لمدة ثلاثة إلى أربعة أسابيع.
في مقابلة في سبتمبر 2017 مع سنجيتا ديفي داندو في الصحيفة الهندوسية، قال فانجا إنه يعتقد أن السينما التيلجو تستخدم اللهجات المنطوقة في جونتور وفيجاياوادا. نظرًا لأنه لم يكن على دراية بطريقة التحدث في كلا المكانين، فقد كتب الحوار بلكنة حيدر أباد تيلانجانا. لقد استخدم الكلمات التي نادرًا ما يتم التحدث بها بالعامية التيلجو مثل يارالو (أخت الزوج) لجعل أرجون يبدو «حقيقيًا ومتجذرًا». تمت كتابة بعض الحوار بلغة تولو. مع جو مظلم ساد لمدة 100 دقيقة، أراد فانجا نهاية سعيدة للفيلم، مع خيارين أو ثلاثة خيارات للذروة. وقال إنه «لا يملك القلب» لإنهاء السرد بملاحظة حزينة، معتبرًا الظلام الذي تعرض له أرجون. لقد استغرقَ التعديل الأولي 220 دقيقة، تم تقليل هذا إلى 186 دقيقة.

### الكادر والطاقم
اقترب فانجا في البداية من شارواناند للعب الدور الرئيسي للفيلم. كان شارواناند في البداية متخوفًا من تولي فانجا مسئوليات إخراج وإنتاج المشروع ولكن بعد قراءة السيناريو، غير رأيه. أرسل السيناريو إلى العديد من المنتجين، الذين اعتبروا المشروع محفوفًا بالمخاطر ولا يمكن تمويله. بعد مغادرة شارواناند للمشروع، وقع فانجا على فيجاي ديفاراكوناد للعب دور أرجون ريدي. لم يكن فيلم ديفاراكوندا المعنون بيلي تشوبلو (2016) قد تم إصداره بعد، وكان الكثيرون ضد فانجا بسبب اختياره له، مشيرين إلى أنها خطوة محفوفة بالمخاطر لإنتاج فيلم محلّي. في مقابلة مع إندو-آسيا نيوز سرفيس، وصف ديفاروكاندا تصوير أرجون ريدي بأنه مرهق، مشيرًا إلى أنه «كان عليّ أن أتحقق باستمرار من أحلك مناطق وعيي، واستنبط المشاعر واستغل المشاعر التي لم أتطرق إليها مطلقًا في نفسي.». لم يكن لديه أي إشارات سينمائية ولكنه شاهد أفلامًا مثل العراب (1972) والوجه ذو الندبة (1983) والأصدقاء الطيبون (1990).
كان فارق السن بين أرجون وبريثي أربع سنوات، وهو ما أراد فانجا عرضه بفعالية. اختار شاليني باندي للعب بريثي. كانت تمارس مهنة في المسرح في جبلبور. كان والد باندي متخوفًا من توقيعها على عقد الفيلم بعدما تأخر التصوير خمسة أشهر. كانت باندي حازمة في قرارها، مما تسبب في توتر علاقتها مع والدها. أرادتها فانجا أن تدبلج دورها، الذي وافقت عليه لأنه سيساعدها على امتلاك الشخصية تمامًا. أجرت فانجا ورشة عمل لمدة ثمانية أيام مع ديفيراكوندا وباندي. احتفل فيلم أرجون ريدي كونه مثَّل سينما التيلجو أفضل تمثيل بعد شري داتا دارشانام (1985). أقنع المنتجون بطلة الفيلم بالانضمامِ إلى المشروع بعد سلسلة من المناقشات الطويلة.
راهول راماكريشنا، الذي عمل شاعر غنائي لبيلي تشوبولو، تم اختياره كصديق أرجون شيفا. ساعدته مهنة راماكريشنا كصحفي على فهم عدة لهجات، والتي بدورها كان لها تأثير إيجابي على أدائه. وصف صداقة شيفا مع أرجون بأنها «مخلصة وغير مشروطة»، مما يمنحهما الحرية للسخرية من بعضهما البعض في بعض الأحيان. تم اختيار أميت شارما بعد اختبار دام ثلاث ساعات، حيثُ شعر فانجا أنه «لديه الموقف المناسب والغطرسة» لدور أميت، عدو أرجون. لعب بوشان كاليان دور عميد الكلية. تم اختيار الممثل تولو جوبيناث بهات للعب دور أب بريثي. حصلَ سانجاي سواروب وكمال كاماراجو وجيا شارما وبريادارشي بوليكوندا على أدوار مهمة أخرى.
كان ناجش بانيل في البداية مدير التصوير الفوتوغرافي للفيلم. تم استبداله براج ثوتا لاحقًا، الذي عمل في 85٪ من الفيلم. أوصى به ديفيراكوندا. قام بعمل الصدام لـبيلي تشوبلو الذي عمل بانيل على تصويره السينمائي. عمل فانجا على تصميم الصوت للفيلم وعمل مع ساشين هاريهاران من ساينك سينما. قام هارشافاردان راميشوار بتأليف موسيقى الخلفيّة، فيما قام شاشانك مالي بتحرير الفيلم.

### التصوير
بدأ التصوير الرئيسي في حيدر أباد في 20 يونيو 2016. انضم كانشانا إلى الفيلم في 30 نوفمبر 2016. صُوّرت أجزاء الحياة الجامعية للأبطال في المباني التراثية الثلاثة التابعة للكلية الجامعية في هامبانكاتا، مانجالور، وشملت مواقع التصوير الأخرى دهرادون ودلهي في الهند وأجزاء من إيطاليا. وفقًا لديفيراكوندا، أراد فانجا تصوير الفيلم في مدينة ساحلية واختار مانجالور - مما يعكس حياته الطلابية في دارواد - وبقي هناك لمدة عشرة أيام لوضع اللمسات الأخيرة على المواقع. في مقابلة مع موقع آيدل برين دوت كوم، قال فانجا، «عندما تكتب سيناريو، فإنك تفكر في موقع معين. لكن، شعرت بالخوف عندما حصلنا على أسوأ المواقع لبعض المشاهد ... لكن هذا لا يهم لأن اهتمامنا سيكون على الشخصيات. أدركت أنه عندما يكون المحتوى واضحًا، لا تهم المواقع في معظم الأوقات.»
تم الانتهاء من التصوير الرئيسي في 86 يوم عمل، وتم تنفيذه بميزانية 40 حتى 51.5 مليون روبية فضَّل فانجا اللقطات الطويلة غير المنقطعة؛ كان تسلسل ما قبل الاستراحة سبع دقائق. وفقًا لـ ديفراكوندا، إذا تم تصويره بأسلوب تقليدي، لكانَ فانجا قد أنهى الفيلم في 200 يوم عمل. لبعض المشاهد، استخدم ثوتا كاميرا محمولة تزن 25 كيلوغرام (55 رطل)، مما أثر سلبًا على يديه. صُوّر مشهد القتال في الفصل الذي ظهر فيه ديفيراكوندا وباندي وشارما في لقطة واحدة؛ حيث أراد شارما أن يضربه ديفيراكوندا فعليًا لجعل المشهد يبدو طبيعيًا. قال إن تجربتهم في المسرح ساعدت في أدائهم. أراد الطاقم تصوير مشهد الاستراحة، حيث يتبول أرجون في سرواله، لكن التأخير في التصوير دفعَ إلى إدخال خرطوم طبي في بنطال ديفيراكوندا.

## الموسيقى
تتكون الموسيقى التصويرية لأرجون ريدي من سبع أغانٍ، جميعها من تأليف رادهان. كتب أنانتا سريرام ورامبابو جوسالا وشريشتا كلمات أغنيتين لكل منهما بينما كان مانديلا بيداسوامي كاتب كلمات «ماري ماري». كتب شريشتا كلمات «مادهورامي» و«جوديلونا»؛ كما قامت بتأليف اللحن الأخير، الذي افتقر إلى العديد من الخواص. «غانديلونا» هو الظهور الأول لسوجانيا كمغني. قام هارشافاردان راميشوار بتأليف الأغنيّة أو الموسيقى الخلفية للفيلم، حيث أعيد استخدام الموسيقى الرئيسية لهذا الفيلم في إعادة إنتاج كبير سينغ وأديثيا فارما. تم إعادة استخدام الأغاني التي لحنها رادان (باستثناء «يان إناي بيريندهال») في الأخير.
كجزء من تسويق الفيلم، أول أغنية من الموسيقى التصويرية بعنوان «مانغالورو» صدرت في 30 أبريل 2017. تم إصدار ثلاثة أغانٍ فردية أخرى - «ذا بريكب سونغ» (التي عُرفت لاحقًا باسم «تيليسني نا نوفوي») و«إيميتينيتو» و «مادهورامي» - في 19 مايو و9 و23 يونيو 2017 على التوالي. قال سريفاثسان نادادور، الذي يكتب لذا هيندو، إن أغنية ذا بريكب، إلى جانب أغنية بريك-أب من راراندوي فيدوكا تشودهام (2017) و«بادولو شيباف» من نينو كوري (2017) هي مثال على استمرار سينما التيلجو «في وضع كولافيري بشكل متقطع للغاية» في النصف الأول من عام 2017. كما أدرجت صحيفة ذا تايمز أوف إينديا الأغنية إلى جانب «مادهورامي» في القائمة الساخنة للأرقام الرومانسية التي هزت عام 2017 في مارس 2018. تم تسويق الموسيقى التصويرية للفيلم بواسطة أديتيا ميوزك وتم إصدارها في حدث ترويجي للإصدار الصوتي في حيدر أباد في 11 أغسطس 2017.
تلقت موسيقى الفيلم استجابة إيجابية من النقاد. كتب سانجيثا ديفي دوندو من ذا هيندو أن موسيقى رادهان، والتي تختلف من «نغمات كلاسيكية إلى نغمات ثلاثية أكثر»، كانت أحد العوامل، إلى جانب التصوير السينمائي، التي جعلت أرجون ريدي ينبض بالحياة. وقالت نيشيتا نياياباتي التي كتبت لصحيفة تايمز أوف إنديا إن الأغاني «تستحق إشارة خاصة» وإن رادان قام «بعمل رائع». كتب نامراتا سوري من ذا نيوز مينت أن أرجون ريدي لديه واحدة من «الموسيقى التصويرية الأكثر أصالة من تأليف رادهان»، وأن «مادهورامي» و «ذا بريكب سونغ» هما أغنيتان لا تنسيانِ من الفيلم. في ديسمبر 2017، علق نادادهور: «حصل أرجون ريدي على هالته من موسيقاه»، وأضاف أن العمل يتوافق مع «تقلبات مزاج الشخصيّات». وأشاد نادادور أيضًا باستخدام لمسات شبه كلاسيكية وجازية في الموسيقى التصويرية.
| #  | عنوان                  | المدة |
| -- | ---------------------- | ----- |
| 1. | "Dhooram"              | 03:01 |
| 2. | "Teliseney Na Nuvvey"  | 04:09 |
| 3. | "Emitemito"            | 03:21 |
| 4. | "Madhuram"             | 05:40 |
| 5. | "Mari Mari"            | 02:54 |
| 6. | "Oopiri Aaguthunnadey" | 04:05 |
| 7. | "Gundelona"            | 03:55 |

## الإفراج
حصل الفيلم على رمز "A" (للبالغين) من قبل المجلس المركزي لتصديق الأفلام بسبب كثرة الشتائم والتلميحات. اشتكى فانجا من أن مجلس الإدارة اعتبر كفاحه الإبداعي أمرًا مفروغًا منه. لقد فكر في كتابة خطاب إلى مجلس الإدارة يسأل عما تم أخذه في الاعتبار قبل التصديق. واشتكى المجلس من أن منتجي الفيلم لم يقدموا موادهم الترويجية للرقابة قبل استخدامها. حصلت شركة آسيا سينماس وكي إف سي إنترتينمنت على حقوق توزيع الفيلم في تيلانغانا وأندرا براديش. قامت نيفارنا سينما بتوزيع الفيلم في الأسواق الخارجية. تم إصدار الإعلان التشويقي للفيلم في 27 فبراير 2017، وتم إصدار المقطع الدعائي في 29 يوليو 2017.
قبل أيام من إطلاق الفيلم، مزق عضو حزب المؤتمر الوطني الهندي راجيا سابها ملصقات ترويجية تظهر الزوجين الرئيسيين يقبلان بعضهما البعض والتي تم لصقها في حافلات تي سي آر تي سي. وجد الملصقات مرفوضة وقال إن هذه الملصقات أثرت سلبًا على عقول الشباب. أدى ذلك إلى قيام مروجي الفيلم بإزالة مثل هذه الملصقات عبر تيلانجانا وأندرا براديش.
صدر الفيلم في جميع أنحاء العالم في 25 أغسطس 2017، ولا سيما تداخله مع أفلام هندية أخرى هي فيفيجام وجانتل مان. في حيدر أباد، تم عقد 55 عرضًا أوليًا مدفوعًا قبل يوم واحد من الإصدار، متجاوزًا الرقم القياسي الذي حققه باهابولي 2: ذا كونكلوجن الذي كان نظَّمَ 33 عرضًا أوليًا. بعد الإصدار، قدمت هانومانثا راو شكوى ضد الفيلم، مشيرة إلى أنه يروج للاعتداء الجنسي في الكليات وتعاطي المخدرات في المستشفيات. كما طلبت من السلطات المختصّة وقف عرض الفيلم في جميع أنحاء الولاية. بعد أسبوع من إطلاق الفيلم، اتهم ناغاراجو صانعي الفيلم بسرقة نصه وطالب بتعويضٍ قيمتهُ 20 مليون روبية. في فيجاياوادا، نظمت المنظمات النسائية احتجاجًا على الفيلم، واشتكت من محتواه «غير المرغوب فيه» الذي قد يكون له تأثير سلبي على الشباب.
حصلت شبكةُ أمازون برايم على الحقوق الرقميّة لبثّ الفيلم، ما جعل العمل متاحًا على شبكة الإنترنت بعد أيامٍ من العرض في السينما. اشترت ستار ما حقوق البث بنحو 35 مليون روبية. عُرض الفيلم على التلفاز لأول مرة في 21 يناير 2018، مع تصنيف TRP 13.6. تم تحرير وتعديل الفيلم بشكل كبير في العرض التلفزيوني الأول، مما أثار انتقادات من جمهوره.

## الاستقبال

### شباك التذاكر
عُرض فيلم أرجون ريدي بنسبة 100 ٪ (كافّة قاعات السينما) في بعض مناطق الهند، بما في ذلك مقاطعتي تيلنغانا وأندرا برادش. في شباك التذاكر بالولايات المتحدة، حقق الفيلم في البداية أرباح بلغت 194,051 دولارًا أمريكيًا من عروضه الأولى و709,347 دولارًا أمريكيًا في يومين. بنهاية عطلة نهاية الأسبوع الأولى، حقق 954,677 دولارًا أمريكيًا في الولايات المتحدة، و111،521 دولارًا أستراليًا في أستراليا. حقق أرجون ريدي 190 مليون روبية مستوى العالم، مع حصة موزع بلغت 104.2 مليون روبية في عطلة نهاية الأسبوع الأولى. تم الإعلان عن نجاح الفيلم تجاريًا حيث حقق ربحًا بنسبة 73.66٪ لموزعيه. تجاوزت أرباح أرجون ريدي المليون دولار في اليوم الرابع من إطلاقه المسرحي في الولايات المتحدة، ليُصبح الفيلم الهندي 32 بلغة التيلجو الذي يصلُ هذا الرقم.
بحلول نهاية أسبوعه الأول، حقق الفيلم 343 مليون روبية مع حصة موزع من 185 مليون روبية، مما وفر عائدًا يقارب 200٪ لموزعيها. بعد كسب 1,681,996 دولارًا أمريكيًا في 17 يومًا في الولايات المتحدة، أصبح أرجون ريدي رابع أعلى فيلم تيلوجو إجماليًا في ذلك العام في ذلك البلد. بحلول ذلك الوقت، كان قد حقق إجماليًا عالميًا بلغ 450 مليون روبية وحصة موزع بلغت 250 مليون روبية. في عرضه المسرحي العالمي الكامل، حقق أرجون ريدي ما مجموعه 510 مليون روبية وحصل الموزع على حصّة 260 مليون روبية.

### الاستجابة النقدية
تلقى فيلم أرجون ريدي ملاحظات وردود فعل إيجابية من النقاد. قال بارادواج رانجان إنه في حين أن تسلسلات ما قبل الفاصل الزمني كانت عامة، فإن الأجزاء الأخيرة «الشائكة» تبرر عنوان الفيلم ووقت العرض. وصف رانجان آرجون ريدي بأنه فيلم «يحفر بعمق [و] يبدو حقيقيًا». كتب شيفا كومار من ذا هيندو أن «[كاتبة السيناريو] لديها قناعة وثقة على الأرجح لن يمتلكها سوى المبتدأ». وجد الأداء، وخاصة أداء ديفركوندا وكانشانا، «مثاليّة». وقالت سانجيثا ديفي دوندو إن الفيلم «أصلي [خالص] وحقيقي للغاية بحيث لا يمكن أن يكون خياليًا تمامًا» وعلقت قائلة: «بعد ساعات من مشاهدة أرجون ريدي، من الصعب التخلص من تأثيره. إنه مثل صداع الكحول، وإن كان بطريقة جيدة.»
منحت خدمة الأخبار الهندية الآسيوية الفيلم خمسة نجوم من أصل خمسة، ووصفته بأنه «العمل الأكثر أصالة وتجريبية وجرأة ليخرج سينما التيلجو منذ وقت طويل»، وقالت إن بطل الرواية كان في «صعود وهبوط وصعود ...». أعطى نيشيتا نياياباتي الفيلم أربعة نجوم من أصل خمسة وعلق: «مع أرجون ريدي، تمكن سانديب فانجا من سرد قصة نادرًا ما يتم إخبارها، دون فساد أو خطوط جبنية أو [فوق] الدراما». كما أعطى سريفاتسان من إنديا توداي الفيلم أربعة نجوم من أصل خمسة وكتب: «لو أند بيهولد [فيلم آخر]، أرجون ريدي وأعمال أخرى هي أفلامٌ تستحقها صناعة التيلجو في المقام الأول»، وأشاد بصناعة الأفلام في الهند بشكل عام. كما أعطى سوررش كافيراياني من ديكان كرونيكل الفيلم أربعة نجوم من أصل خمسة وأثنى على الأداء وصناعة الأفلام لكنه كان متخوفًا من وتيرة النصف الثاني من الفيلم. كما أعطت صحيفة تايمز أوف إنديا أربعة نجمات وأفادت بأن «أرجون ريدي فجر حقبة جديدة في صناعة أفلام التيلجو».
أعطى هيمانث كومار، في مراجعته لفيرست بوست، 3.75 نجمة من أصل خمسة وأشاد بكاتبة السيناريو على وجه الخصوص، قائلاً: «لا توجد حيل، ولا مفاجآت، ولا تقلبات. وبذلك، نضطر إلى استيعاب الفيلم على مستوى شخصي وغير واعٍ بدرجة أكبر». كتبت لاثا سرينيفاسان، في مراجعتها لنيوز إكس، أن بطل الرواية «غير تقليدي، متحرر الروح ويحاول كسر قيود الأعراف المجتمعية التقليدية». وقالت إن الرومانسية «متجذرة في المشاعر العميقة» ومنحت الفيلم 3.5 نجمة من أصل خمسة. بإعطاء ثلاثة نجوم من أصل خمسة، كان ناريش كومار من ذا هانز إنديا ينتقد وتيرة الفيلم وبعض الحبكات الفرعية في الجزء الثاني. كتب: «كحكاية رجل مغرم بالحب، يتعثر ويكتشف أخيرًا ما هو الأفضل له، فإن التجربة التي يقوم بها المخرج مملة، وتمتد مرارًا وتكرارًا». أشاد مورالي كريشنا سي إتش، في مراجعته للسينما إكسبرس، بعدم القدرة على التنبؤ بالجزء الأول، لكنه كان يخشى بعض المشاهد العاطفية في الجزء الثاني، بل وجدَ بعض المشاهد «عيبًا».
تعرض الفيلم أيضًا لانتقادات بسبب كراهية النساء وتمجيد الذكورة السامة. انتقدت سوميا راجيندران، في مراجعتها لذا نيوز مينيت، الشخصيات النسائية «عديمة اللون تمامًا» والتحقق من السلوك المسيء، وكتبت: «يُعامل الفيلم النساء على أنهن ملكية، وأن تكون تحت حماية الرجال وسيطرتهم ... [القصّة] ستجعلنا نصدق أن النساء ليس لديهن آراء حول أي شيء يحدث لهن أو من حولهن». ووافقت ماليني راغو من ديكان هيرالد، قائلة: «تصوير [ريدي] على أنه مجرد فتى جريح وقصير المزاج ولكنه حنون أمر غير مقبول لدى الكثيرين [...] سذاجة البطلة أمر مزعج، خاصة للنساء. كل ما تفعله هو تعزيز غرور رجلها.» فيشنوبرايا باندارام من فيرست بوست وجدت تصوير الفيلم من ناحيّة الذكور أمرٌ فيه «إشكالية كبيرة»، في حين وصفت اشلي تيليس بأن الفيلم «جزء من ثقافة كره النساء التي كانت دائما موجودة في التيلجو (والتاميل وجميع ثقافات الأفلام الهندية)». في حديثها إلى صحيفة العصر الآسيوي، قالت نيليما مينون: «إنها مشكلة عندما تضيف درجة خلفية احتفالية إلى فعل الإساءة اللفظية لامرأة بملاحظات ملونة جنسيًا، أو ضربها، أو تقرر جعل هذه الأفعال تبدو بطولية». ولخص براميت تشاترجي، الذي كتب في موقع ماشابل، الفيلم بأنه «حامل علم الذكورة السامة في القرن الحادي والعشرين».
في عام 2019، انتقدت الممثلة بارفاثي أرجون ريدي لتمجيد كراهية النساء وإساءة المعاملة والذكورة السامة في الأفلام في مهرجان الأفلام الدولي في الهند (IFFI). قوبلت تعليقاتها ضد أرجون ريدي بتقدير واسع النطاق وأشار الكثيرون إلى أنها كانت شجاعة بما يكفي لمعالجة القضية أمام ديفيراكوندا. في وقت لاحق، انتقد ديفيراكوندا المتصيدون على وسائل التواصل الاجتماعي خلال مقابلة بسبب تفجير القضية بشكل غير متناسب مع التأكيد في نفس الوقت على مدى احترامه لبارفاثي وعملها.

## الجوائز
| الجائزة                               | الفئة                    | المرشح/ة                    | النتيجة | المرجع |
| ------------------------------------- | ------------------------ | --------------------------- | ------- | ------ |
| جوائز زي سينما التيلجو                | أفضل ممثل                | فيجاي ديفيراكوندا           | فوز     | [ 83 ] |
| جوائز فيلم فير 65                     | أفضل فيلم تيلجو          | صور بهادراكالي - أرجون ريدي | رُشِّح     | </br>  |
| جوائز فيلم فير 65                     | أفضل مخرج تيلجو          | سانديب فانجا                | رُشِّح     | </br>  |
| جوائز فيلم فير 65                     | أفضل ممثل تيلجو          | فيجاي ديفيراكوندا           | فوز     | </br>  |
| جوائز فيلم فير 65                     | أفضل كاتب غنائي تيلجو    | شريشتا                      | رُشِّح     | </br>  |
| جوائز فيلم فير 65                     | أفضل مغني تيلجو          | إل في ريفانث                | رُشِّح     | </br>  |
| جوائز فيلم فير 65                     | أفضل مغني تيلجو          | سميرة برادواج               | رُشِّح     | </br>  |
| جوائز جنوب الهند الدولية للأفلام      | أفضل مخرج تيلجو          | سانديب فانجا                | رُشِّح     | [ 86 ] |
| جوائز جنوب الهند الدولية للأفلام      | أفضل ممثل تيلجو          | فيجاي ديفيراكوندا           | رُشِّح     | [ 86 ] |
| جوائز جنوب الهند الدولية للأفلام      | أفضل ممثل كوميدي تيلجو   | راهول راماكريشنا            | فوز     | [ 86 ] |
| جوائز جنوب الهند الدولية للأفلام      | أفضل ظهور نسائي لأول مرة | شاليني باندي                | رُشِّح     | [ 86 ] |
| جوائز جنوب الهند الدولية للأفلام      | أفضل مخرج صاعد           | سانديب فانجا                | فوز     | [ 86 ] |
| جوائز سانتوشام السينمائية السادسة عشر | أفضل مغني                | إل في ريفانث                | فوز     |        |
| جوائز رواد السينما                    | أفضل مخرج صاعد           | سانديب فانجا                | فوز     |        |
| جوائز رواد السينما                    | أفضل بطل شاب             | فيجاي ديفيراكوندا           | فوز     |        |
| جوائز رواد السينما                    | أفضل ممثل كوميدي واعد    | راهول راماكريشنا            | فوز     |        |

## إصدارات أخرى
صدر فيلم أرجون ريدي باللغة الهندية بواسطة فانجا نفسه باسم كبير سينغ، والذي تم إصداره في 21 يونيو 2019. تمت إعادة إنتاج الفيلم لأول مرة باللغة التاميلية بواسطة بالا في دور فارما؛ ولكن في أوائل عام 2019، أوقفت شركة الإنتاج إي فور إنترتينمنا إصدار الفيلم بسبب الاختلافات الإبداعية مع بالا، وأعادت إطلاق الفيلم باسم أديثيا فارما مع إخراج جيريسايا، والذي تم إصداره في 21 نوفمبر 2019. صدر فيلم فارما في 6 أكتوبر 2020. في يونيو 2019، اشترى المنتج نارايان حقوق إعادة إنتاج الفيلم باللغة الكنادية. تمتلكُ إي فور إنترتينمنت أيضًا حقوق إصدار نسخة مالايالامية.